# 郑大进墓
郑大进墓，位于中国广东省揭阳市普宁市广太镇多年埔村，为普宁市的一个市级文物保护单位，类型为古墓葬，公布时间为1988年。
郑大进墓的历史年代为清乾隆四十八年（1783）。